# Copa Europeia/Sul-Americana de 1996
A Copa Europeia/Sul-Americana de 1996, também conhecida como Copa Toyota e Copa Intercontinental, foi a 35.ª edição da competição, disputada em jogo único pela Juventus, campeã da Liga dos Campeões da UEFA, e o River Plate, campeão da Copa Libertadores da América. A partida foi jogada no Estádio Olímpico de Tóquio no Japão em 26 de novembro de 1996. Foi a terceira aparição do clube italiano no torneio, depois de ter perdido em 1973 e ganhado em 1985 contra o Argentinos Juniors, já o River Plate aparece pela segunda vez depois de ganhar em 1986 contra o Steaua Bucureste.
Em 27 de outubro de 2017, após uma reunião realizada na Índia, o Conselho da FIFA reconheceu os vencedores da Copa Intercontinental como campeões mundiais.

## Clubes Participantes
| Clube       | Classificação                           |
| ----------- | --------------------------------------- |
| Juventus    | Campeão da Liga dos Campeões da UEFA    |
| River Plate | Campeão da Copa Libertadores da América |

## A partida
A Juventus enfrentou o River Plate (ARG) na final da Copa Intercontinental. A Juve venceu por 1 a 0, gol de Del Piero no finalzinho do jogo, e conquistou seu bicampeonato intercontinental.

## Final
| 26 de novembro de 1996 | Juventus      | 1 – 0 | River Plate | Estádio Nacional, Tóquio, Japão                                                                                   |
| 19:15                  | Del Piero 81' |       |             | Público: 48 305 Árbitro: Márcio Rezende de Freitas Assistente 1: Yoshikazu Hiroshima Assistente 2: Hiroshi Fukuda |

| Juventus | River Plate |

|                |    |             |     |     |
|                |    |             |     |     |
| GK             | 1  | Peruzzi     |     |     |
| DF             | 3  | Torricelli  | 82' |     |
| DF             | 2  | Ferrara     |     |     |
| DF             | 4  | Montero     | 51' |     |
| DF             | 5  | Porrini     | 67' |     |
| MF             | 7  | Di Livio    |     |     |
| MF             | 14 | Deschamps   |     |     |
| MF             | 21 | Zidane      | 84' | 90' |
| MF             | 18 | Jugovic     | 50' |     |
| FW             | 10 | Del Piero   |     |     |
| FW             | 9  | Boksic      |     |     |
| Reservas:      |    |             |     |     |
| GK             | 12 | Rampulla    |     |     |
| DF             | 13 | Iuliano     |     |     |
| MF             | 19 | Lombardo    |     |     |
| MF             | 20 | Tacchinardi |     | 90' |
| MF             | 26 | Ametrano    |     |     |
| FW             | 11 | Padovano    |     |     |
| FW             | 15 | Vieri       |     |     |
| Técnico:       |    |             |     |     |
| Marcello Lippi |    |             |     |     |

|            |    |              |     |     |
|            |    |              |     |     |
| GK         | 1  | Bonano       |     |     |
| DF         | 2  | Díaz         |     |     |
| DF         | 4  | Ayala        |     |     |
| DF         | 6  | Berizzo      |     |     |
| DF         | 3  | Sorín        |     |     |
| MF         | 8  | Monserrat    |     |     |
| MF         | 7  | Astrada      | 38' |     |
| MF         | 5  | Berti        |     | 74' |
| MF         | 10 | Francescolli |     |     |
| FW         | 11 | Ortega       |     |     |
| FW         | 9  | Julio Cruz   |     | 83' |
| Reservas:  |    |              |     |     |
| GK         | 12 | Burgos       |     |     |
| DF         | 13 | Rivarola     |     |     |
| MF         | 14 | Escudero     |     |     |
| MF         | 16 | Gancedo      |     | 74' |
| MF         | 15 | Gallardo     |     |     |
| FW         | 17 | Bello        |     |     |
| FW         | 18 | Salas        |     | 83' |
| Técnico:   |    |              |     |     |
| Ramón Díaz |    |              |     |     |

## Campeão
| Copa Européia/Sul-Americana de 1996 |
| ----------------------------------- |
| Juventus 2º Título                  |